# Herald Sun
Herald Sun är en morgontidning i tabloidformat, som är baserad i Melbourne, Australien. Tidningen publiceras av The Herald and Weekly Times, ett dotterbolag till News Limited, som ägs av Rupert Murdochs News Corporation. Tidningen säljs främst i Melbourne och delstaten Victoria, och delar artikelflora med övriga dagstidningar i Australien som ägs av News Limited.